# Proteïna-cinasa A
En biologia cel·lular, es parla de proteïna-cinasa A o PKA per referir-se a la família de cinases l'activitat dels quals és dependent de la concentració cel·lular d'AMPc. Una PKA és també coneguda com a proteïna-cinasa depenent d'AMPc (EC 2.7.11.11). PKA intervé en infinitat de processos reaccions dins la cèl·lula, incloent la regulació del metabolisme del glicogen i el dels carbohidrats en general així com el metabolisme lípids. Intervé també en nombroses vies de senyalització intracel·lular en resposta a diversos estímuls.

## Mecanisme
Cada PKA és un holoenzim que consisteix en dues subunitats reguladores i dues subunitats catalítiques. En presència de nivells baixos d'AMPc, l'enzim roman inactiu i és catalíticament inactiu. Quan, en resposta a algun senyal o estímul, la concentració d'AMPc cel·lular augmenta (per exemple en activar-se l'adenilat ciclasa per part d'un receptor acoblat a proteïna G), l'AMPc s'uneix als dos llocs d'unió de les subunitats reguladores. Això comporta canvis conformacionals a la proteïna que fan actives les subunitats catalítiques.

## Funció
Les PKA fosforilen altres proteïnes, regulant la seva activitat i, per tant, la seva funció. Tanmateix, que aquestes proteïnes siguin fosforilades o no dependrà del tipus cel·lular on s'expressin, de les condicions cel·lulars d'aquell moment i dels tipus de PKA que s'expressen en aquella cèl·lula.